# УЕФА суперкуп 1998.
УЕФА суперкуп 1998. је била фудбалска утакмица која је одиграна 28. августа 1998. на стадиону Луј II у Монаку, у којој су се такмичили победник Лиге шампиона Реал Мадрид и носилац Купа победника купова, Челси. Ниједан тим раније није освојио трофеј. Челси је победио у мечу са 1:0 касним голом Гуса Појета.
Ово је био први Суперкуп који је одигран као једнократна утакмица на неутралном терену. Раније се играло у два меча, али је у неким приликама одигран само један меч, због посебних околности.

## Место одржавања
Стадион Луј II у Монаку је био по други пут место одржавања УЕФА Суперкупа. Стадион је изграђен 1985. године, а дом је АС Монака, који игра у систему француске лиге. Утакмица Суперкупа Европе 1986. између Стеауе из Букурешта, тадашњег освајача Европског купа, и Динама из Кијева, носиоца Купа победника купова УЕФА, одиграла се на истом стадиону, и такође у једном мечу.

## Тимови
| Екипа       | Квалификације                                    | Претходно учешће (подебљано означава победнике) |
| ----------- | ------------------------------------------------ | ----------------------------------------------- |
| Реал Мадрид | УЕФА Лига шампиона 1997/98. победник             | Нема                                            |
| Челзи       | Куп победника купова у фудбалу 1997/98. победник | Нема                                            |

## Утакмица

### Резиме
Челзијев играч, Гус Појет, постигао је једини гол на утакмици у 83. минуту ударцем десном ногом са ивице шеснаестерца у десни угао мреже после додавања са леве стране Ђанфранка Золе.

### Детаљи
| Реал Мадрид | 0–1      | Челзи     |
| ----------- | -------- | --------- |
|             | Извештај | Појет 83’ |

| Реал Мадрид | Челзи |

| GK               | 1  | Бодо Илгнер              |     |     |
| RB               | 2  | Кристијан Панучи         |     |     |
| CB               | 4  | Фернандо Јеро            |     |     |
| CB               | 5  | Маноло Санчис (c)        |     |     |
| LB               | 3  | Роберто Карлос           |     |     |
| RM               | 22 | Кристијан Карамбе        | 52’ | 58’ |
| CM               | 10 | Кларенс Седорф           |     |     |
| CM               | 6  | Фернандо Редондо         |     |     |
| LM               | 11 | Савио Бортолини Пиментел |     |     |
| CF               | 8  | Предраг Мијатовић        |     | 73’ |
| CF               | 7  | Раул Гонзалез            |     |     |
| Резервни играчи: |    |                          |     |     |
| GK               | 13 | Педро Контрерас          |     |     |
| DF               | 12 | Иван Кампо               |     |     |
| DF               | 19 | Фернандо Санц            |     |     |
| MF               | 14 | Гути                     |     |     |
| MF               | 16 | Хаиме Санчез Фернандез   |     |     |
| MF               | 17 | Роберт Јарни             |     | 73’ |
| FW               | 15 | Фернандо Моријентес      | 86’ | 58’ |
| Менаџер:         |    |                          |     |     |
| Гус Хидинк       |    |                          |     |     |

| GK               | 1  | Ед Де Гуј          |     |     |
| RB               | 17 | Алберт Ферер       | 7’  |     |
| CB               | 6  | Марсел Десаји      |     |     |
| CB               | 5  | Франк Лебеф        |     |     |
| LB               | 14 | Грем Ле Со         |     |     |
| RM               | 12 | Мајкл Дубери       |     |     |
| CM               | 11 | Денис Вајз (c)     |     |     |
| CM               | 16 | Роберто ди Матео   |     | 63’ |
| LM               | 3  | Селестин Бабајаро  | 32’ |     |
| CF               | 25 | Ђанфранко Зола     |     | 83’ |
| CF               | 10 | Пјерлуиђи Казираги |     | 89’ |
| Резервни играчи: |    |                    |     |     |
| GK               | 13 | Кевин Хичкок       |     |     |
| DF               | 21 | Бернар Ламбур      |     |     |
| MF               | 7  | Бриан Лаудруп      |     | 83’ |
| MF               | 8  | Гус Појет          |     | 63’ |
| MF               | 24 | Еди Њутн           |     |     |
| MF               | 28 | Џоди Морис         |     |     |
| FW               | 19 | Торе Андре Фло     |     | 89’ |
| Менаџер:         |    |                    |     |     |
| Ђанлука Вијали   |    |                    |     |     |

| Играч утакмице: Гус Појет (Челзи) Помоћне судије: Пјер Уфраси (Француска) Жак Мас (Француска) Четврти судија:' Паскал Гарибијан (Француска) | Правила - Игра се 90 минута - У случају нерешеног играју се продужици 30 минута - Приступа се извођењу једанаестераца ако је резултати и даље изједначен - Седам именованих замена, од којих се могу користити до три |